# Pablo Larraín
Pablo Larraín Matte (Santiago, 19 de agosto de 1976) es un cineasta (director, guionista y productor) chileno, nominado a los Premios Óscar en 2013 por No, así como a los Premios Globo de Oro en 2015 por El club y en 2016 por Neruda. En 2016, estrenó su primera película en inglés Jackie, sobre la vida de Jacqueline Kennedy, en 2020 Spencer sobre la vida de Diana de Gales, y en 2024 Maria sobre la vida de María Callas. 
Antes del estreno de su primer película Fuga (2006), tuvo una carrera en el mundo publicitario donde dirigió más de 150 comerciales. 

## Biografía
Hijo de Hernán Larraín —ministro de Justicia y Derechos Humanos en el segundo gobierno de Sebastián Piñera y expresidente de la UDI, partido de derecha conservadora—, y de Magdalena Matte —exministra de Vivienda y Urbanismo en el primer gobierno de Sebastián Piñera—, estudió comunicación audiovisual en la Universidad de Artes, Ciencias y Comunicación (UNIACC).
Es socio fundador de Fábula, una empresa dedicada al desarrollo de cine y comerciales donde ha desempeñado diversos proyectos.
Su primer largometraje, Fuga, lo dirigió en 2005, fue estrenado comercialmente en Chile en marzo de 2006 y obtuvo reconocimiento internacional al ganar varios premios en festivales, particularmente en los de Cartagena, Málaga y de Cine Latinoamericano de Tieste. Sus siguientes películas —Tony Manero y Post Mortem— consolidaron su éxito.
En 2011, debutó como director de una serie televisiva, Prófugos.
Su cuarto largometraje es No, una película en la que el mexicano Gael García Bernal interpreta a un publicista que desarrolla una campaña a favor del "No" en el plebiscito de 1988, para impedir que Augusto Pinochet siguiera en el poder. No fue nominada al Premio Oscar en la categoría de Mejor Película de habla no Inglesa, convirtiéndose en la primera película chilena nominada a los Premios de la Academia.
Debutó en el género del videoclip en 2013, con uno para la canción Detrás del alma, que forma parte del nuevo álbum Se caiga el cielo del grupo Electrodomésticos. Al año siguiente dirigió por primera vez una ópera: Katia Kabanová de Leoš Janáček, estrenada en el Teatro Municipal de Santiago el dos de mayo.
En febrero de 2015, estrenó su quinta película, El club, en la Berlinale, donde obtuvo el Oso de Plata-Gran Premio del Jurado. La cinta es un drama centrado en un grupo de curas que por haber cometido actos reprobatorios la Iglesia católica los mantiene escondidos en una casa de un remoto pueblo. La cinta se ganó una nominación a los Globos de Oro en la categoría de Mejor película en lengua no inglesa.
El director volvió a trabajar con Gael García Bernal en la película Neruda (2016), sobre la persecución política que el poeta y entonces senador comunista Pablo Neruda experimentó durante el gobierno de Gabriel González Videla. García Bernal interpretó al detective que persigue a Neruda, mientras que el poeta fue encarnado por Luis Gnecco. La obra, que fue exhibida en la quincena de realizadores del Festival Internacional de Cine de Cannes de 2016, también fue nominada a un premio Globo de Oro en la categoría de mejor película en lengua no inglesa. Ese mismo año estrenó su primera película en inglés, Jackie, que narra la experiencia de Jacqueline Kennedy Onassis, primera dama de los Estados Unidos, tras el asesinato del presidente John F. Kennedy. Estuvo protagonizada por Natalie Portman, que fue nominada a un premio Óscar como mejor actriz, y contó con las actuaciones de Peter Sarsgaard, Greta Gerwig, Billy Crudup y John Hurt, entre otros.
A finales de 2017, se anunció que Larraín dirigiría una serie de thriller religioso llamada Santa María. La producción se llevará a cabo por las cadenas Fox Networks Group Latin America y Movistar+ España.
En 2020, Larraín creó la serie Homemade para Netflix, una antología compuesta de cortometrajes dirigidos por varios cineastas durante la pandemia de enfermedad por coronavirus, entre los que se encontraban Sebastián Lelio, Ladj Ly, Paolo Sorrentino, Rachel Morrison, Naomi Kawase, Ana Lily Amirpour, Maggie Gyllenhaal y Kristen Stewart, entre otros.
En 2021, Apple TV+ estrenó la serie de televisión Lisey's Story, de la cual Larraín fue el director. La obra, que está basada en la novela homónima de Stephen King, es protagonizada por Julianne Moore, Clive Owen, Joan Allen y Dane DeHaan. En septiembre de ese año, durante el Festival Internacional de Cine de Venecia, Larraín estrenó el largometraje Spencer, escrito por Steven Knight y basado en la vida de Diana de Gales, específicamente la época en que decidió separarse de su marido Carlos, príncipe de Gales. La película es protagonizada por Kristen Stewart en el rol de Diana.

## Vida personal
A pesar de ser parte de una familia conservadora y de derecha, Larraín demuestra a través de su trabajo una perspectiva liberal y claramente en contra de la dictadura de Augusto Pinochet. «En Chile, la derecha es responsable directa, a través del gobierno de Pinochet, de lo que pasó con la cultura en esos años, no solo con la eliminación y la no propagación de ella sino, también, en la persecución de autores y artistas», declaró Larraín a la agencia EFE en 2008. Afirmó que «Chile estuvo casi veinte años sin posibilidad de expresarse desde el punto de vista artístico» y opinó que «la derecha en el mundo no tiene mucho interés por la cultura y eso revela la ignorancia que probablemente tienen, porque es difícil que alguien disfrute o se encante con cosas que no conoce».
Desde fines de 2014, está separado de la actriz Antonia Zegers, con quien tiene dos hijos: Juana (2008) y Pascual (2011).

## Filmografía

### Cine
| Año  | Película                         | Director | Productor | Guionista | Cámara | Otro | Notas                    |
| ---- | -------------------------------- | -------- | --------- | --------- | ------ | ---- | ------------------------ |
| 1998 | Después del olvido               | Sí       |           | Sí        |        |      | Cortometraje; codirector |
| 2000 | Tierra del Fuego                 |          |           |           |        | Sí   | Asistente de dirección   |
| 2000 | Chilean Gothic                   |          |           |           |        | Sí   | Asistente de dirección   |
| 2006 | Fuga                             | Sí       |           | Sí        |        |      | Coguionista              |
| 2007 | La vida me mata                  |          | Sí        |           | Sí     |      |                          |
| 2008 | Tony Manero                      | Sí       |           | Sí        | Sí     |      | Coguionista              |
| 2009 | Grado 3                          |          | Sí        |           |        |      |                          |
| 2010 | Post mortem                      | Sí       |           | Sí        |        |      | Coguionista              |
| 2010 | Blokes                           |          | Sí        |           |        |      | Cortometraje             |
| 2010 | Ulises                           |          | Sí        |           |        |      |                          |
| 2011 | El año del tigre                 |          | Sí        |           |        |      |                          |
| 2011 | 4:44 Last Day on Earth           |          | Sí        |           |        |      |                          |
| 2012 | Joven y alocada                  |          | Sí        |           | Sí     |      |                          |
| 2012 | No                               | Sí       | Sí        |           | Sí     |      |                          |
| 2012 | Paseo de oficina                 |          | Sí        |           |        |      |                          |
| 2013 | Crystal Fairy y el cactus mágico |          | Sí        |           |        |      |                          |
| 2013 | Gloria                           |          | Sí        |           |        |      |                          |
| 2013 | Barrio universitario             |          | Sí        |           |        |      |                          |
| 2013 | Las niñas Quispe                 |          | Sí        |           |        |      |                          |
| 2015 | Héroes                           |          | Sí        |           |        |      |                          |
| 2015 | Nasty Baby                       |          | Sí        |           |        |      |                          |
| 2015 | El club                          | Sí       | Sí        | Sí        |        |      | Coguionista              |
| 2016 | Neruda                           | Sí       |           |           |        |      |                          |
| 2016 | Jackie                           | Sí       |           |           | Sí     |      |                          |
| 2017 | Una mujer fantástica             |          | Sí        |           |        |      |                          |
| 2017 | Princesita                       |          | Sí        |           |        |      |                          |
| 2018 | Gloria Bell                      |          | Sí        |           |        |      |                          |
| 2019 | Mi amigo Alexis                  |          | Sí        |           |        |      |                          |
| 2019 | Ema                              | Sí       |           | Sí        |        |      | Coguionista              |
| 2021 | Spencer                          | Sí       | Sí        |           | Sí     |      |                          |
| 2021 | Brujería                         |          | Sí        |           |        |      |                          |
| 2023 | La memoria infinita              |          | Sí        |           |        |      | Documental               |
| 2023 | Maquíllame otra vez              |          | Sí        |           |        |      |                          |
| 2023 | El Conde                         | Sí       | Sí        | Sí        | Sí     |      | Coguionista              |
| 2024 | Maria                            | Sí       | Sí        |           | Sí     |      |                          |
| 2024 | The Luckiest Man in America      |          | Sí        |           |        |      | Productor ejecutivo      |
| 2024 | The Mother and the Bear          |          | Sí        |           |        |      | Productor ejecutivo      |
| 2024 | Rich Flu                         |          | Sí        |           |        |      |                          |
| 2024 | Los Bunkers: MTV Unplugged       | Sí       |           |           |        |      |                          |
| 2025 | La ola                           |          | Sí        |           |        |      |                          |

### Televisión
| Año       | Serie                   | Créditos                            | Notas               |
| --------- | ----------------------- | ----------------------------------- | ------------------- |
| 2001      | Animal Country          | Creador, director                   | 12 episodios        |
| 2011–2013 | Prófugos                | Creador, director, productor (2011) | 19 episodios        |
| 2019–2022 | La jauría               | Productor                           |                     |
| 2020–2022 | El presidente           | Productor ejecutivo                 |                     |
| 2020      | Homemade                | Creador, productor, director        | Episodio: Last Call |
| 2021      | Lisey's Story           | Director, productor ejecutivo       | 4 episodios         |
| 2022      | Señorita 89             | Productor                           |                     |
| 2022      | 42 días en la oscuridad | Productor                           |                     |
| 2022      | El Refugio              | Productor ejecutivo                 |                     |
| 2024      | Baby Bandito            | Productor ejecutivo                 |                     |
| 2024      | M: Il figlio del secolo | Productor ejecutivo                 |                     |
| 2024      | Familia de medianoche   | Productor                           |                     |

## Crítica
| Película    |                 |
| Película    | Rotten Tomatoes |
| ----------- | --------------- |
| Tony Manero | 85%             |
| Post mortem | 91%             |
| No          | 93%             |
| El club     | 88%             |
| Neruda      | 92%             |
| Jackie      | 88%             |
| Ema         | 88%             |
| Spencer     | 83%             |
| El Conde    | 83%             |
| Maria       | 75%             |

## Teatro
| Año  | Obra                | Autor                          | Teatro                       | Rol              |
| ---- | ------------------- | ------------------------------ | ---------------------------- | ---------------- |
| 2003 | La condición humana | Mateo Iribarren                | Goethe Institut              | Director de arte |
| 2014 | Acceso              | Roberto Farías y Pablo Larraín | Teatro La Memoria            | Director         |
| 2014 | Katia Kabanová      | Leos Janácek                   | Teatro Municipal de Santiago | Director         |

## Premios y nominaciones
Premios Óscar
| Año  | Categoría                 | Película | Resultado |
| ---- | ------------------------- | -------- | --------- |
| 2013 | Mejor película extranjera | No       | Nominado  |

Premios Globo de Oro
| Año  | Categoría                           | Película | Resultado |
| ---- | ----------------------------------- | -------- | --------- |
| 2015 | Mejor película en lengua no inglesa | El club  | Nominado  |
| 2016 | Mejor película en lengua no inglesa | Neruda   | Nominado  |

Premios Independent Spirit
| Año  | Categoría              | Película                         | Resultado |
| ---- | ---------------------- | -------------------------------- | --------- |
| 2013 | Premio John Cassavetes | Crystal Fairy y el cactus mágico | Nominado  |
| 2017 | Mejor Director         | Jackie                           | Nominado  |

Premios Satellite
| Año  | Categoría      | Película | Resultado |
| ---- | -------------- | -------- | --------- |
| 2017 | Mejor Director | Jackie   | Nominado  |

Festival Internacional de Cine de Venecia
| Año  | Categoría   | Película    | Resultado |
| ---- | ----------- | ----------- | --------- |
| 2010 | León de Oro | Post mortem | Nominado  |
| 2016 | León de Oro | Jackie      | Nominado  |
| 2019 | León de Oro | Ema         | Nominado  |
| 2021 | León de Oro | Spencer     | Nominado  |
| 2023 | León de Oro | El conde    | Nominado  |
| 2023 | Mejor guion | El conde    | Ganador   |
| 2024 | León de Oro | Maria       | Nominado  |

Festival Internacional de Cine de Cannes
| Año  | Categoría                       | Película    | Resultado |
| ---- | ------------------------------- | ----------- | --------- |
| 2008 | Premio Quincena de Realizadores | Tony Manero | Nominado  |
| 2012 | Premio Quincena de Realizadores | No          | Ganador   |

Festival Internacional de Cine de Berlín
| Año  | Categoría                             | Película | Resultado |
| ---- | ------------------------------------- | -------- | --------- |
| 2015 | Oso de Oro                            | El club  | Nominado  |
| 2015 | Oso de Plata - Gran Premio del Jurado | El club  | Ganador   |

Premios Emmy Internacional
| Año  | Título   | Categoría             | Resultado |
| ---- | -------- | --------------------- | --------- |
| 2014 | Prófugos | Mejor serie dramática | Nominado  |

Premios Platino
| Año  | Categoría       | Película | Resultado |
| ---- | --------------- | -------- | --------- |
| 2016 | Mejor película  | El club  | Nominado  |
| 2016 | Mejor dirección | El club  | Nominado  |
| 2016 | Mejor guion     | El club  | Ganador   |
| 2017 | Mejor película  | Neruda   | Nominado  |
| 2017 | Mejor dirección | Neruda   | Nominado  |
| 2024 | Mejor dirección | El conde | Nominado  |
| 2024 | Mejor guion     | El conde | Nominado  |

Premios Fénix
| Año  | Categoría       | Película | Resultado |
| ---- | --------------- | -------- | --------- |
| 2015 | Mejor película  | El club  | Ganador   |
| 2015 | Mejor dirección | El club  | Ganador   |
| 2015 | Mejor guion     | El club  | Ganador   |
| 2016 | Mejor película  | Neruda   | Ganador   |
| 2016 | Mejor dirección | Neruda   | Nominado  |

Premios Ariel
| Año  | Categoría                     | Película    | Resultado |
| ---- | ----------------------------- | ----------- | --------- |
| 2009 | Mejor película iberoamericana | Tony Manero | Nominado  |
| 2013 | Mejor película iberoamericana | No          | Nominado  |
| 2016 | Mejor película iberoamericana | El club     | Nominado  |

Premios Pedro Sienna
| Año  | Categoría                  | Película    | Resultado |
| ---- | -------------------------- | ----------- | --------- |
| 2007 | Mejor largometraje ficción | Fuga        | Nominado  |
| 2007 | Mejor guion                | Fuga        | Nominado  |
| 2009 | Mejor largometraje ficción | Tony Manero | Nominado  |
| 2009 | Mejor dirección            | Tony Manero | Nominado  |
| 2009 | Mejor guion                | Tony Manero | Nominado  |
| 2011 | Mejor largometraje ficción | Post mortem | Nominado  |
| 2011 | Mejor guion                | Post mortem | Nominado  |
| 2012 | Mejor largometraje ficción | No          | Ganador   |
| 2016 | Mejor largometraje ficción | El club     | Ganador   |
| 2016 | Mejor dirección            | El club     | Ganador   |
| 2016 | Mejor guion                | El club     | Ganador   |
| 2023 | Mejor largometraje ficción | El conde    | Nominado  |
| 2023 | Mejor dirección            | El conde    | Nominado  |

Premios Altazor
| Año  | Categoría       | Película    | Resultado |
| ---- | --------------- | ----------- | --------- |
| 2009 | Mejor dirección | Tony Manero | Nominado  |
| 2009 | Mejor guion     | Tony Manero | Nominado  |
| 2011 | Mejor dirección | Post mortem | Nominado  |
| 2011 | Mejor guion     | Post mortem | Nominado  |
| 2013 | Mejor dirección | No          | Ganador   |

### Otros premios
| Evento                                                   | Año  | Categoría                                            | Trabajo                                |
| -------------------------------------------------------- | ---- | ---------------------------------------------------- | -------------------------------------- |
| Premio APES                                              | 2001 | Aporte a la Televisión                               | Animal Country                         |
| Cannes Lions                                             | 2004 | Silver Lion                                          | Selton                                 |
| Festival de Cine de Turín                                | 2008 | Mejor Película                                       | Tony Manero                            |
| Festival Internacional de Cine de La Habana              | 2008 | Gran Coral                                           | Tony Manero                            |
| Festival Internacional de Varsovia                       | 2008 | Premio Especial del Jurado                           | Tony Manero                            |
| Festival Internacional de Estambul                       | 2009 | Mejor Película                                       | Tony Manero                            |
| Festival Internacional de Róterdam                       | 2009 | Premio KNF                                           | Tony Manero                            |
| Festival Internacional de Cine de Antofagasta            | 2010 | Mejor película                                       | Post Mortem                            |
| Cannes Lions                                             | 2010 | Bronze Lion                                          | Bci                                    |
| Festival Internacional de Cine de La Habana              | 2010 | Segundo Premio Coral y Premio de la Crítica          | Post Mortem                            |
| Festival Internacional de Cine de La Habana              | 2012 | Primer premio Coral al mejor largometraje de ficción | No                                     |
| Festival Internacional de Cine de Chicago                | 2015 | Mejor dirección                                      | El club                                |
| Festival Internacional de Cine de La Habana              | 2015 | Gran Coral                                           | El club                                |
| Festival Internacional de Cine de Durango                | 2015 | Centauro de Oro (Mejor Director)                     | El club                                |
| Festival Internacional de Cine de Toronto                | 2016 | Platform Prize                                       | Jackie                                 |
| Festival de Cine de Telluride                            | 2016 | Silver Medallion Award                               | Silver Medallion Award                 |
| Festival Internacional de Cine de Huesca                 | 2023 | Premio Ciudad de Huesca «Carlos Saura»               | Premio Ciudad de Huesca «Carlos Saura» |
| Critics Choice Awards Celebration of Cinema & Television | 2024 | Latino Cinema & Television - Director                | Maria                                  |
| Savannah Film Festival                                   | 2024 | Auteur Award                                         | Auteur Award                           |
| Festival Internacional de Cine de Cartagena de Indias    | 2025 | Tribute Award                                        | Tribute Award                          |